# نیکولا پوکریواچ
نیکولا پوکریواچ (به انگلیسی: Nikola Pokrivač؛ ۲۶ نوامبر ۱۹۸۵ – ۱۸ آوریل ۲۰۲۵) بازیکن فوتبال اهل کرواسی بود.

## سوابق باشگاهی
از جمله باشگاه‌هایی که وی در آن‌ها بازی کرده‌است، می‌توان به باشگاه فوتبال اینتر زاپرشیچ، باشگاه فوتبال دینامو زاگرب، باشگاه فوتبال آاس موناکو، باشگاه فوتبال واراژدین، باشگاه فوتبال شاختار قراغندی، باشگاه فوتبال رییکا، باشگاه فوتبال اسلاون بلوپو، باشگاه فوتبال ردبول زالتسبورگ و باشگاه فوتبال مکابی پتخ تیکوا اشاره کرد.
وی همچنین در تیم‌های ملی فوتبال زیر ۲۱ سال کرواسی و کرواسی بازی کرده‌است.

## درگذشت
پوکریواچ در ۱۸ آوریل ۲۰۲۵، در سن ۳۹ سالگی در کارلواتس، کرواسی درگذشت.